# Rhynchagrotis facula
Rhynchagrotis facula là một loài bướm đêm trong họ Noctuidae.